# Shop Around
Shop Around è una canzone del gruppo R&B The Miracles (accreditata inizialmente come "The Miracles featuring Bill 'Smokey' Robinson") pubblicata come singolo (codice T 54034) nel 1960 dalla Motown. Essa è spesso ricordata come il primo brano dell'etichetta discografica ad essere arrivato al primo posto della Billboard R&B singles chart e della Cash Box e al secondo della Hot 100. Inoltre è stato il primo pezzo della band e della Motown ad aver venduto più di un milione di copie nella sola America. 
Il successo lo portò ad essere incluso nella classifica delle 500 migliori canzoni della storia stilata dalla rivista inglese Rolling Stone che lo collocò all'ultimo posto e nel 2006 ad essere introdotto nella Grammy Hall of Fame.

## Storia
In Shop Around, scritta da Robinson e Berry Gordy, si racconta la storia di una madre iper-protettiva che da consigli al figlio ormai cresciuto su come cercare una donna e come poi sposarsela (My mama told me/'you better shop around'; ovvero Mia madre mi disse/È meglio che ti guardi intorno"). La versione originale (accreditata al solo "Smokey") era pesantemente influenzata dal blues e fu distribuita soltanto nella zona di Detroit. Successivamente Gordy decise di ri-registrarla per renderla più orecchiabile e destinarla ad un'area più ampia della città del Michigan. Così alle tre di notte 3 a.m., Robinson, Claudette Rogers, Bobby Rogers, Ronnie White e Pete Moore andarono allo studio di registrazione e incisero il pezzo in chiave più pop.
Dalla sua pubblicazione, Shop Around è diventato uno dei brani più rifatti della storia, sia dal vivo, sia in televisione e sia solo verbalmente. La cover più celebre è quella di Captain & Tennille che nel 1976 toccò il numero quattro della Billboard Hot 100 e sormontò per una settimana la classifica Adult Contemporary; Toni Tennille per l'occasione cambiò leggermente il testo narrando tutta la vicenda dal punto di vista di una donna.
Il pezzo ispirò anche due Answer record: Don't Let Him Shop Around fatta da Debbie Dean che raggiunse il posto 92 della Hot 100 nel febbraio 1961 (fu l'unico successo di Deal) e It's Time to Stop Shopping Around, registrata dallo stesso Robinson come sequel.

## Lato B
Anche il lato b di Shop Around, Who's Lovin' You, divenne un successone e venne rifatto da tantissimi artisti musicali, tra cui i The Jackson 5 nel 1969.

## Premi e riconoscimenti
Oltre alle sopracitate caratteristiche, Shop Around è ricordata anche per:
- essere la prima canzone della Motown ad arrivare alla top 5 della Billboard pop chart (No. 2);
- essere stata onorata facendogli prendere posto nella Rock and Roll Hall of Fame come una delle "500 Songs That Shaped Rock and Roll" ("500 Canzoni che Hanno Plasmato il Rock and Roll").

## Cover
Dopo la cover di Captain & Tennille, quelle che hanno avuto un discreto successo sono state quelle di:
- Mary Wells (1961)
- Johnnie Ray (1961)
- Georgie Fame (1964)
- Bobby Vee (1965)
- Russ Giguere (1971)
- The Captain and Tennille (1976)
- The Spinners (1983)
- The Astronauts
- Don Bryant
- The Allusions
- Jessica Sierra
- David Archuleta
- Clarence Reid
- Neil Merryweather
- Lynn Carey
- Angie Miller

## Formazione
- Smokey Robinson - voce
- Marv Tarplin - chitarra
- Claudette Rogers Robinson - coro
- Pete Moore - coro
- Ronnie White - coro
- Bobby Rogers - coro
- The Funk Brothers - tutti gli altri strumenti